# Wave, Listen to Me!
Wave, Listen to Me! (яп. 波よ聞いてくれ нами ё киитэкурэ, Слушайте волны) — манга за авторством Хироаки Самура. С июля 2014 года издаётся в сэйнэн-журнале Monthly Afternoon издательства Kodansha. Студия Sunrise выпустила аниме-сериал на её основе, его премьерный показ начался 3 апреля 2020 года.
Манга также была издана в Северной Америке издательством Kodansha Comics.

## Сюжет
Саппоро, Хоккайдо. Главная героиня Минарэ Кода работает менеджером зала в небольшом ресторане. Недавно она порвала со своим парнем и, напившись в баре, рассказала свою историю сидевшему рядом мужчине. На следующий день она услышала свой голос на радио. Канэцугу Мато записал их разговор в баре и пустил его в эфир. Когда Минарэ потребовала остановить трансляцию, он вместо этого уговорил её начать работать радиоведущей.
Теперь Минарэ приходится балансировать между своей дневной работой и набирающим популярность ночным ток-шоу.

## Персонажи
Минарэ Кода (яп. 鼓田ミナレ Кода Минарэ)
Сэйю: Рихо Сугияма
Канэцугу Мато (яп. 麻藤兼嗣 Мато: Канэцугу)
Сэйю: Синсю Фудзи
Мидзухо Намба (яп. 南波瑞穂 Намба Мидзухо)
Сэйю: Манака Ивами
Кацуми Курэко (яп. 久連木克三 Курэко Кацуми)
Сэйю: Кадзухиро Ямадзи
Мадока Тисиро (яп. 茅代まどか Тисиро Мадока)
Сэйю: Саяка Охара
Рюсукэ Комото (яп. 甲本龍丞 Ко:мото Рю:сукэ)
Сэйю: Кайто Исикава
Тюя Накахара (яп. 中原忠也 Накахара Тю:я)
Сэйю: Масааки Яно
Макиэ Татибана (яп. 城華マキエ Татибана Макиэ)
Сэйю: Мамико Ното
Ёсики Такарада (яп. 宝田嘉樹 Такарада Ёсики)
Сэйю: Бин Симада
Мицуо Суга (яп. 須賀光雄 Суга Мицуо)
Сэйю: Дайсукэ Намикава

## Медиа

### Манга
25 июля 2014 года манга начала издавалась в журнале Monthly Afternoon издательства Kodansha. Манга также была издана в Северной Америке американским подразделением Kodansha Comics.

### Аниме
Анимационный телесериал был анонсирован 8 октября 2019 года. Сериал создан на анимационной студии Sunrise под руководством режиссёра Тацумы Минамикавы, по сценарию Сёдзи Ёнэмуры, с дизайном персонажей Такуми Ёкоты. За музыку отвечает композитор Мотоёси Ивасаки. 
Премьера состоялась в 3 апреля 2020 года в блоке Animeism на каналах MBS, TBS и BS-TBS, а также на канале HBC. Первые две серии демонстрировались во время эвента 22 марта в United Cinema Toyosu, Токио.

## Критика
Манга была номинирована на премию Манга Тайсё в 2016, 2017 и 2020 годах. В 2016 году она также попала в топ ежегодного гайда Kono Manga ga Sugoi! среди манги для мужской аудитории.